# Coryne brevicornis
Coryne brevicornis is een hydroïdpoliep uit de familie Corynidae. De poliep komt uit het geslacht Coryne. Coryne brevicornis werd in 1898 voor het eerst wetenschappelijk beschreven door Bonnevie. 